# Sarah Hunter
Sarah Alice Lily Marie Hunter (Newcastle upon Tyne, 19 settembre 1985) è un'allenatrice ed ex giocatrice di rugby a 15 internazionale per l'Inghilterra con cui fu campione del mondo nel 2014; terza linea centro, nel 2016 fu insignita da World Rugby del titolo di miglior giocatrice dell'anno.
Dal 2022 è l'inglese con il maggior numero di presenze internazionali assolute nel rugby a 15.
Ritiratasi nel 2023, ha assunto la guida a interim della nazionale dopo le dimissioni del C.T. Simon Middleton.

## Biografia
Hunter iniziò a giocare a rugby a 9 anni nel corso delle lezioni scolastiche di educazione fisica, anche se la disciplina all'epoca seguita era quella a XIII; a 15 anni entrò in una squadra di rugby a 15 cittadina, il Novocastrians RFC, per poi, terminati gli studi superiori, affrontare quelli universitari a Loughborough (Leicestershire) e trovare un club seniores a Lichfield (Staffordshire, circa 40 km a ovest della sede universitaria).
Il 3 febbraio 2007 debuttò con la femminile inglese contro la Scozia nel Sei Nazioni, e vinse il suo primo titolo con il Grande Slam; analogo risultato conseguì l'anno successivo mentre nel 2009 il percorso verso la vittoria fu macchiato da una sconfitta contro il Galles; nel 2010 tornò invece a punteggio pieno per il quarto Sei Nazioni consecutivo incamerato.
In quell'anno fu presente alla Coppa del Mondo di rugby femminile 2010 disputata sul proprio terreno, in cui le inglesi furono sconfitte solo nella gara di finale per 10-13 dalla Nuova Zelanda.
Vinse, ancora, altri due titoli nel Sei Nazioni nel 2011 e 2012; nel 2014, da vice capitano della selezione, vinse la Coppa del Mondo in Francia dopo tre finali consecutive perse: l'avversaria di finale fu il Canada, battuto 21-9 per la seconda Coppa vinta in vent'anni dalle inglesi.
Grazie a tale risultato Hunter fu insignita, in occasione dei riconoscimenti per il nuovo anno 2015, dell'onorificenza dell'Ordine dell'Impero Britannico per il suo contributo al rugby inglese.
Tra il 2015 e il 2017 militò nella squadra femminile del Bristol, periodo durante il quale lavorò anche al centro federale di sviluppo rugbistico per il Sud-Ovest inglese; nel 2016 fu eletta migliore giocatrice dell'anno World Rugby ma, non potendo presenziare alla cerimonia per la consegna del riconoscimento, se lo vide consegnare qualche giorno dopo, durante la rituale assegnazione delle maglie prima di un test match, dall'ex flanker della nazionale maschile Richard Hill, cui Hunter aveva sempre dichiarato di ispirarsi.
Da settembre 2017 milita nel Lougborough Lightning con il doppio incarico di giocatrice e assistente allenatrice.
Durante la Coppa del Mondo 2021, tenutasi in Nuova Zelanda con un anno di ritardo sul calendario originale per via dei ritardi imposti dalla pandemia di COVID-19, Sarah Hunter è divenuta la rugbista inglese con il maggior numero di presenze internazionali, ivi compreso l'ambito maschile, superando dapprima le 137 presenze di Rochelle Clark in occasione del quarto di finale contro l'Australia per poi attestarsi a 140 il giorno della finale, poi persa contro la Nuova Zelanda.
Il 16 dicembre 2022 ha ricevuto dall'università di Loughborough la laurea honoris causa in riconoscimento dei suoi meriti sportivi; presso lo stesso istituto aveva conseguito, nel 2007, la laurea in scienze dello sport.
In occasione della prima giornata del Sei Nazioni 2023 contro la Scozia ha disputato il suo 141º e ultimo incontro internazionale, coincidente anche con il ritiro dall'attività agonistica; entrata nello staff tecnico della nazionale al fianco del C.T. Simon Middleton, al termine del mandato di quest'ultimo è stata nominata reggente ad interim della squadra in attesa dell'arrivo del neozelandese John Mitchell, impegnato con la nazionale maschile giapponese fino a tutta la Coppa del Mondo 2023.

## Palmarès
- Coppe del mondo: 1
Inghilterra: 2014